# Theropithecus
Theropithecus es un género de primates catarrinos de la familia Cercopithecidae. Cuenta con una sola especie actual, T. gelada, junto con otras dos, conocidas conjuntamente como babuinos gigantes, ya extintas. Está estrechamente relacionado con el género Papio, al que pertenecen los auténticos babuinos, del que se distingue visualmente por una mata de pelo colorido en el pecho. Hoy en día se encuentran solo en Etiopía y Eritrea, pero el registro fósil indica una amplia distribución en otras épocas, incluyendo el sur, este y norte de África. Además, es conocido en yacimientos en Europa y Asia, como Mirzapur (India), Ubeidiya (Israel), Pirro Nord (Italia) y Cueva Victoria (España).

## Especies
- Theropithecus gelada
- Theropithecus brumpti †
- Theropithecus oswaldi †
- Theropithecus darti †